# Cantone di Bozouls
Il Cantone di Bozouls era una divisione amministrativa dell'arrondissement di Rodez.
A seguito della riforma approvata con decreto del 21 febbraio 2014, che ha avuto attuazione dopo le elezioni dipartimentali del 2015, è stato soppresso.

## Composizione
Comprendeva i comuni di:
- Bozouls
- Gabriac
- La Loubière
- Montrozier
- Rodelle